# Anurak Srikerd
Anurak Srikerd (en tailandés: อนุรักษ์ ศรีเกิด; provincia de Samut Prakan, Tailandia; 15 de enero de 1975) es un exfutbolista y entrenador de fútbol tailandés que jugaba en la posición de centrocampista.

## Carrera

### Club
| Periodo   | Club                 | Apariciones | Goles |
| --------- | -------------------- | ----------- | ----- |
| 1996      | TOT FC               | 27          | 4     |
| 1997–2002 | BEC Tero Sasana      | 96          | 17    |
| 2002      | Woodlands Wellington | 11          | 4     |
| 2003      | BEC Tero Sasana      | 16          | 2     |
| 2004–2005 | TOT FC               | 21          | 6     |
| 2005      | Home United FC       | 19          | 5     |
| 2006–2008 | TOT FC               | 50          | 7     |
| 2009–2010 | PTT Rayong           | 17          | 1     |

### Selección nacional
Jugó para Tailandia en 72 ocasiones de 1998 a 2003 y anotó seis goles; participó en la Copa Asiática 2000.

### Entrenador
| Periodo   | Club                |
| --------- | ------------------- |
| 2011      | Buriram FC          |
| 2011–2012 | Phattalung FC       |
| 2012      | Rangsit FC          |
| 2012      | FC Phuket           |
| 2013      | Bangkok Glass FC    |
| 2013      | Chiangrai United FC |
| 2014      | Bangkok Glass FC    |
| 2015      | Tailandia U19       |
| 2015-2016 | Bangkok Glass FC    |
| 2016      | Tailandia sub-19    |
| 2017-2018 | Khon Kaen FC        |
| 2018      | Bangkok Glass FC    |
| 2019      | Ayutthaya United    |

## Logros

### Jugador
BEC Tero Sasana
- Thai Premier League (2): 2000, 2001–02
- Copa Kor Royal (1): 2000

### Entrenador
Bangkok Glass
- Thai FA Cup (1): 2014

Tailandia U19
- AFF U-19 Youth Championship (1): 2015

### Individual
- Juegos del Año de la Thai Premier League (1): 2000

## Estadísticas

### Goles con selección nacional
| #  | Fecha      | Sede                        | Rival     | Resultado | Torneo                     |
| -- | ---------- | --------------------------- | --------- | --------- | -------------------------- |
| 1. | 30-7-1999  | Bandar Seri Begawan, Brunéi | Filipinas | 9–0       | 1999 Southeast Asian Games |
| 2. | 27-2-2000  | Bangkok, Tailandia          | Finlandia | 5–1       | King's Cup 2000            |
| 3. | 27-2-2000  | Bangkok, Tailandia          | Finlandia | 5–1       | King's Cup 2000            |
| 4. | 27-2-2000  | Bangkok, Tailandia          | Finlandia | 5–1       | King's Cup 2000            |
| 5. | 12-11-2000 | Chiang Mai, Tailandia       | Filipinas | 2–0       | 2000 Tiger Cup             |
| 6. | 10-2-2002  | Bangkok, Tailandia          | Singapur  | 4–0       | King's Cup 2002            |